# Diogo Pacheco de Amorim
Diogo Pacheco de Amorim, né le 10 mars 1949 à Lisbonne, est un homme politique portugais, député du parti Chega.
Le 27 mars 2024, il devient vice-président de l'Assemblée de la République.

## Biographie
Le 30 janvier 2022 à la suite des élections législatives portugaises de 2022, il est élu député à l'Assemblée de la République portugaise pour la XVe législature de la Troisième République portugaise.